# Lindi St Clair
Marian June Akin (née le 11 août 1952), anciennement connue professionnellement sous le nom de Lindi St Clair ou Lindi St Claire, est une auteure britannique, cheffe du Corrective Party et militante pour les droits des prostituées.
À l'origine prostituée, mais maintenant à la retraite et chrétienne engagée, elle a défrayé la chronique en 1993, en accusant l'Inland Revenue devant la Haute Cour de justice d'Angleterre d'être "les souteneurs de Sa Majesté", et de vivre de revenus immoraux, après sa classification de la prostitution comme un métier dans une affaire judiciaire très médiatisée.
St Clair s'est présentée 11 fois aux élections législatives.

## Biographie

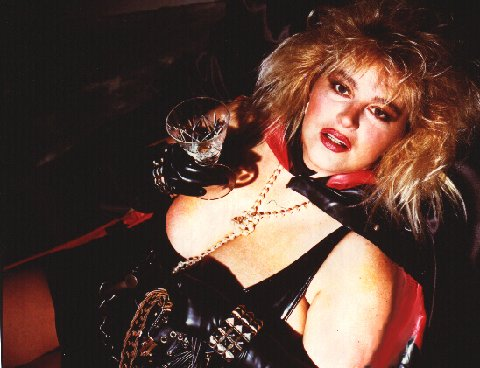
Lindi St Clair, alias Miss Whiplash à son apogée.

Née à Hackney, dans la ville de Londres, le vrai nom de Lindi St Clair était Marian June Akin. Elle a grandi à Swindon, dans le Wiltshire, où elle est allée à l'école et, à 14 ans, est devenue beatnik, puis mod, puis rockeuse et motarde, s'enfuyant de chez elle à Londres où elle s'est associée aux rockers et aux Hells Angels. Elle a trouvé un emploi dans quelques emplois subalternes avant de devenir une prostituée de rue et, ne buvant pas, ne fumant pas et ne prenant pas de drogue, elle a pu économiser suffisamment d'argent pour acheter une grande maison victorienne en pleine propriété à Earls Court. Elle y dirigeait un bordel somptueux fréquenté par des politiciens et des aristocrates britanniques et internationaux en tant que Madame et dominatrice réputée.
Pendant de nombreuses années du milieu des années 1970 jusqu'à sa faillite en 1992 (après que l'Inland Revenue l'ait poursuivie pour évasion fiscale),, St Clair a offert des services sexuels à partir de sa propre grande maison de quatre étages à Eardley Crescent à Earls Court, Londres. Dominatrice et professionnelle, elle possédait autrefois une Rolls Royce jaune et avait son propre yacht, qu'elle gardait à Bray dans le Berkshire. En 1991, il est apparu que St Clair louait le sous-sol du Chancelier de l'Échiquier Norman Lamont à Notting Hill,. Elle a affirmé que 252 députés avaient été ses clients. Elle est apparue à la télévision et à la radio à de nombreuses reprises, notamment dans The Ruby Wax Show et The James Whale Show.
En dépit d'être imposée sur ses revenus, St Clair a constaté, lorsqu'elle a tenté d'enregistrer les sociétés «Prostitutes Ltd», «Hookers Ltd» et «Lindi St Clair (French Lessons) Ltd», qu'elles avaient toutes été rejetées par le registraire des entreprises, puis «Lindi St Clair (Personal Services) Ltd» par le procureur général.
St Clair a épelé son nom de famille "St Claire" entre 1974 et 1985 et a également utilisé les noms de Miss Whiplash, Carla Davis et Lily Lavender.

## Corrective Party

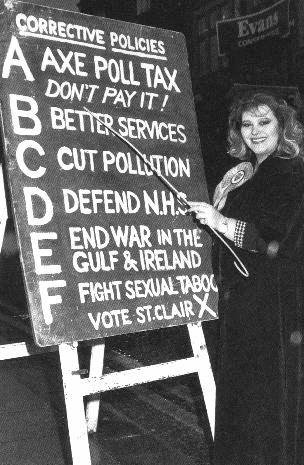
St Clair fait campagne en tant que future députée au nom du Parti Correctif pour l'élection partielle de Ribble Valley en 1991.

Décrit comme le parti marginal à la croissance la plus rapide en 1993, le Corrective Party était un parti politique britannique radical qui faisait campagne pour la justice sociale, les libertés civiles, les droits des animaux et la liberté sexuelle,,.
St Clair a tenté de devenir élue à la Chambre des communes, dans onze élections partielles, menaçant à une occasion d'exposer les vies dépravées de centaines de députés. Le Corrective Party a partagé son agent électoral avec le Monster Raving Loony Party.
En juin 1991, elle a été impliquée dans une controverse lorsque Norman Lamont, alors chancelier de l'Échiquier, a été inquiété pour avoir utilisé l'argent des contribuables en vue d'étudier les retombées des articles de presse concernant Miss Whiplash, qui utilisait un appartement qu'il possédait.

## Affaire des impôts
Elle a accusé l'Inland Revenue d'essayer de vivre de revenus immoraux quand ils lui ont demandé de payer 112 779,92 £ d'impôts sur le revenu, car ils classaient la prostitution comme un commerce. Elle a été poursuivie par l'inspecteur des impôts SJ Pinkney et son comptable a affirmé qu'à la suite de l'affaire, elle avait fait deux tentatives de suicide ratées. Elle a perdu l'affaire en affirmant: «Le fisc est un proxénète et le gouvernement est aussi un proxénète».

## Conversion religieuse

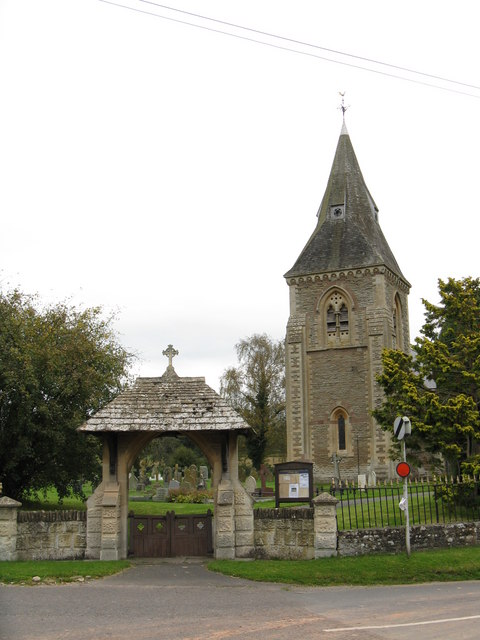
Église Stoke Lacy dans le Herefordshire.

Le 27 février 2009, il a été signalé que St Clair avait été sauvée dans sa voiture et transportée par avion à l'hôpital après que le véhicule ait quitté une route du Herefordshire près de Risbury et ait été accidenté dans un ruisseau, la piégeant pendant 24 heures. Cette expérience l'a amenée à embrasser le christianisme.